# Grzegorz XV
Grzegorz XV (łac. Gregorius XV, właśc. Alessandro Ludovisi; ur. 9 stycznia 1554 w Bolonii, zm. 8 lipca 1623 w Rzymie) – włoski duchowny katolicki, 234. papież w okresie od 9 lutego 1621 do 8 lipca 1623.

## Życiorys

### Wczesne życie
Alessandro Ludovisi był jednym z siedmiorga dzieci Pompeo Ludovisi, hrabiego Samoggi i Camilli Bianchini. Edukację zdobył u jezuitów w rzymskim Collegio Romano oraz na Uniwersytecie Bolońskim, gdzie studiował prawo kanoniczne i rzymskie (w czerwcu 1575 uzyskał doktorat utroque iure). W 1612 został mianowany arcybiskupem Bolonii. 19 września 1616 Paweł V mianował go kardynałem prezbiterem w nagrodę za misję w Sabaudii, gdzie mediował pomiędzy księciem Sabaudii-Piemontu Karolem Emanuelem I Wielkim a Filipem III Habsburgiem w ich sporze o hrabstwo Monferrato.

### Pontyfikat
Gdy na konklawe 1621 wybrano Ludoviciego papieżem (przez aklamację), był już ciężko chory. Przyjął po wyborze imię Grzegorza XV. Mianował kardynałem – nepotem swego bratanka Lodovico, który w zastępstwie papieża sprawował rządy w Kurii i był inicjatorem powstania 22 czerwca 1622 Świętej Kongregacji Rozkrzewiania Wiary (Propaganda Fide). Kongregacja ta, składała się z trzynastu kardynałów, którzy odpowiadali za szerzenie wiary katolickiej na misjach, a także za kontrreformację.
Pierwszą inicjatywą Ludovisich był sposób wyboru papieża – Grzegorz XV wydał dwa dekrety: Aeterni patris Filius (15 listopada 1621) i Decet Romanum pontificem (12 marca 1622), które stwierdzały, że głosowanie powinno być pisemne i tajne, a odbywać się dopiero po zamknięciu na konklawe. Miało to na celu likwidację wpływów zewnętrznych, choć faktycznie weszło w życie znacznie później.
W dziedzinie polityki zagranicznej papież nie zachowywał się biernie – wysłał na dwór cesarski legata, biskupa Carlo Carafę, a sam wspierał finansowo cesarza Ferdynanda II i Niemiecką Ligę Katolicką w walce o tron Czech z liderem Unii Ewangelickiej, Fryderykiem V. Działania te okazały się sukcesem, bo nie tylko cesarz Ferdynand II objął we władanie Czechy, ale także w lutym 1623 tron Palatynatu został przekazany Maksymilianowi I. Grzegorz XV namawiał też by król Hiszpanii Filip III zerwał rozejm z Niderlandami, a we Francji popierał antykalwińskie działania króla i podniósł  Paryż do rangi metropolii.
Wspierał króla polskiego Zygmunta III Wazę w walce z Turkami, wysyłając 4000 skudów miesięcznie na utrzymanie wojska w czasie działań wojennych. Żywo zareagował na zwycięstwo Chodkiewicza pod Chocimiem 2 września 1621.

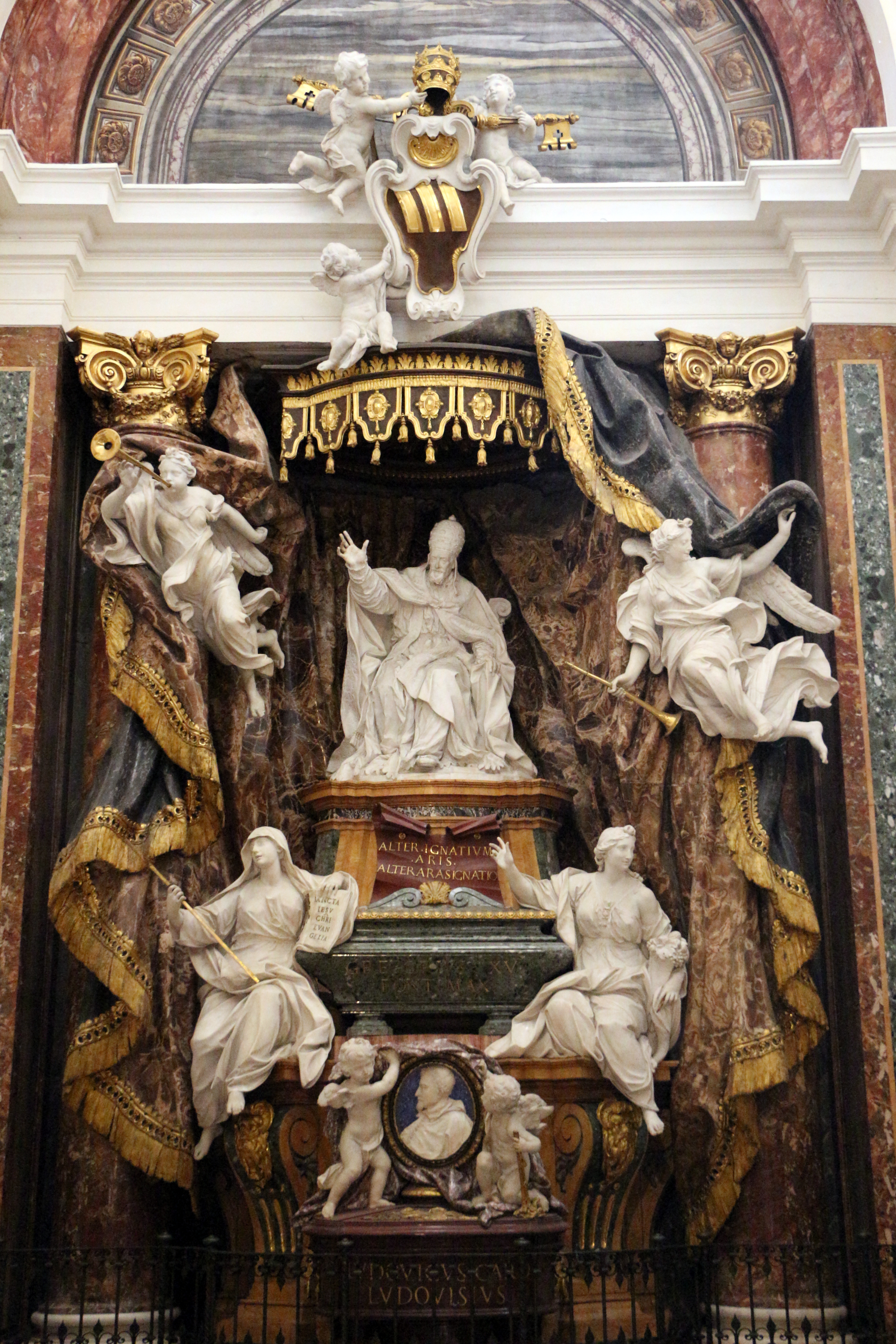
Grób Grzegorza XV w Sant'Ignazio w Rzymie

12 marca 1622 kanonizował Filipa Neri, Teresę z Ávili, Ignacego Loyolę i Franciszka Ksawerego.
Kreował 11 kardynałów na czterech konsystorzach.